# Liste der Bürgermeister von Külsheim
Die Liste der Bürgermeister von Külsheim führt die Bürgermeister der Stadt Külsheim im Main-Tauber-Kreis im Nordosten von Baden-Württemberg auf. Zu Külsheim gehören die ehemals selbstständigen Gemeinden Eiersheim, Hundheim, Külsheim, Steinbach, Steinfurt und Uissigheim. Die Liste erhebt keinen Anspruch auf Vollständigkeit.

## Bürgermeister

### Bürgermeister von Külsheim im Spätmittelalter
An der Spitze der Stadt standen zwei Bürgermeister. Einer aus den Reihen der Schöffen und einer aus den Reihen des Rats. Sie amtierten jeweils vom Festtag des heiligen Thomas am 21. Dezember bis zum nächsten.
Folgende Personen waren Bürgermeister von Külsheim im Spätmittelalter:
- 1415: Heinz Heffner und Conz ym Hof
- 1417: Heinz Heffner und Laurencius Krebz
- 1418: oder 1419 Johann Wymar und Johann Kulstein
- 1420: Hans Schenk und Matthias Hiltprant
- 1421: Siez Raben und Heinz Bopp
- 1422: Hans Beringer und Heinz Mörstein
- 1424: Hans Wymar und Johann Lekscheid und Johann Beringer
- 1425: Laurencius Krebs und Heylmann Textoris (Weber)
- 1426: Cunz Krebs und Cunz Unglab
- 1427: Hans Melzer und Hans Boppe
- 1428: Johannes Schenk und Heinrich Forderer
- 1429: Johann Legscheyd und Heinrich Morstatt
- 1430: Sycz Raben und Petrus Müller
- 1431: Hans Melzer und Cunz Crebs der Jung
- 1432: Heinz Furderer und Johannes Clebes junior
- 1433: Johannes Schengk und Johannes Mergler
- 1435: Petrus Muller und Heinrich Heymburg
- 1445: Contz Entz und Contz Schech
- 1446: Seyfried Jacob und Hans Sneyder
- 1447: Heinrich Schenk und Contz Schech
- 1448: Hans Wolff und Eberhart Gerhart
- 1449: Heylem Rosche und Jacob
- 1451: Heintz Schenk und Peter Symon
- 1452: Ytel Wolck und Seitz Kern
- 1456: Hans Wolff und Hans Sneyder
- 1463: Wolff und Hans Pfeiffer
- 1464: Schenck und Bopp
- 1465: Peter Symon und Hans Pfeyffer
- 1466: Cuntz Imhof und Heintz Sneyder
- 1468: Peter Symmon und Hans Pfeyffer
- 1469: Hans Wolff und Heintz Burgner
- 1470: Hartmann Kremer und Peter Ebbe
- 1477: Henricus Schenk und Henricus Viern
- 1478: Heinrich Schenk und Heintz Fyrn der Jung
- 1479: Heintz Clebes und Johannes Walck
- 1480: Contz Hoffmann und Heintz Simon
- 1481: Heintz Sneyder und Hans Beuschel
- 1484: Cuntz Bauwmann und Hans Symon uff den Staffeln
- 1485: Heintz Sneyder und Hans Symon
- 1486: Johannes Walck und Hans Beuschell
- 1487: Hans Bopp und Heintz Herigk
- 1488: Heintz Clebes und Peter Loer
- 1490: Hans im Hof und Philipp Adelman
- 1491: Hans Sneyder und Heinz Kruck
- 1492: Endres Schenk und Hans Smeder und Hans Furderer
- 1493: Hans Beuschel und Linhart Smyt
- 1494: Contz Bawmann und Contz Bundschugk
- 1495: Hans Hoffmann und Hans Symon
- 1496: Philip Adelman und Hans Symon
- 1497: Hans Beuschel und Peter Loer
- 1498: Heintz Schneider und Contz Weylenbach
- 1499: Endres Schenck und Heintz Meffert
- 1506: Endres Pfeuffer
- 1516: Endres Pfeuffer und Wendelin Buntschug
- 1527: Kondrad Hofmann und Hans Beyer

### Bürgermeister von Külsheim
Folgende Personen waren Bürgermeister von Külsheim:
- 1892–1910: Magnus Rappold
- 1910–1925: August Spengler
- 1925–1927: Oskar Pfrang
- 1927–1933: August Spengler
- 1933–1934: Adalbert Ullmer
- 1934–1943: Josef Grimm
- 1943–1945: Wilhelm-Josef Adelmann
- 1945–1946: Johann Klubertanz
- 1946–1948: Karl Seubert
- 1948–1956: Alois Schmitt
- 1956–1957: Adolf Heußlein
- 1957–1979: Erhard Junghans
- 1979–2011: Günther Kuhn[3][4]
- Seit 2011: Thomas Schreglmann

### Bürgermeister der Altgemeinden und heutigen Stadtteile
Folgende Personen waren Bürgermeister von Uissigheim:
- 1937–1945: Lorenz Knebel[5]